# Thieulloy-l'Abbaye
Thieulloy-l'Abbaye är en kommun i departementet Somme i regionen Hauts-de-France i norra Frankrike. Kommunen ligger i kantonen Hornoy-le-Bourg som tillhör arrondissementet Amiens. År 2022 hade Thieulloy-l'Abbaye 382 invånare.

## Befolkningsutveckling
Antalet invånare i kommunen Thieulloy-l'Abbaye
| Referens: INSEE |